# Caroline Agar-Ellis, Viscondessa Clifden
Caroline Agar-Ellis (nascida Caroline Spencer; Londres, 27 de outubro de 1763 — Palácio de Blenheim, 23 de novembro de 1813)foi uma nobre inglesa. Pelo seu casamento com Henry Agar-Ellis, 2.º Visconde Clifden, foi viscondessa Clifden de Gowran, um título do Pariato da Irlanda, e baronesa Mendip do condado de Somerset, um título do Pariato da Grã-Bretanha.

## Família

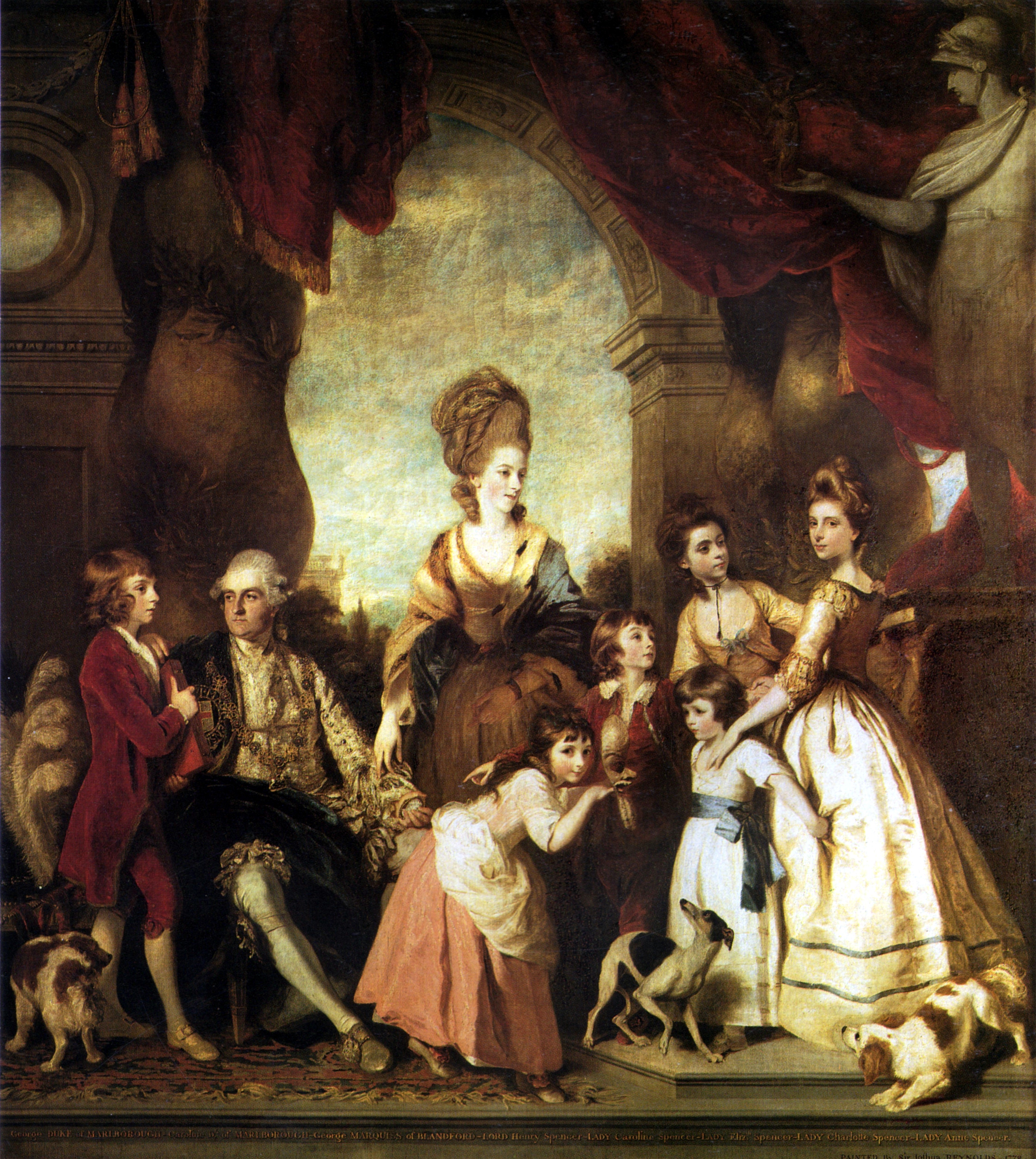
Retrato da família do duque e duquesa de Marlborough, c. 1777/78, pro Joshua Reynolds, localizado no Palácio de Blenheim.

Caroline foi a filha primogênita de George Spencer, 4.º Duque de Marlborough e de Caroline Russell. Ela foi batizada na fé anglicana em 23 de novembro de 1763, na Igreja St Martin-in-the-Fields, em Londres.
Os seus avós paternos foram Charles Spencer, 3.º Duque de Marlborough e Elizabeth Trevor. Os seus avós maternos foram John Russell, 4.º Duque de Bedford, e sua segunda esposa, Gertrude Leveson-Gower. Ela também foi descendente pela linhagem paterna de Sarah Churchill, Duquesa de Marlborough, uma favorita da rainha Ana da Grã-Bretanha.
Ela teve seis irmãos: Elizabeth, esposa de John Spencer, Charlotte, esposa do reverendo Edward Nares, George Spencer-Churchill, 5.º Duque de Marlborough, marido de Susan Stewart, Anne, casada com Cropley Ashley-Cooper, 6.º Conde de Shaftesbury, Amelia Sophia, casada com Henry Pytches Boyce, e Francis Spencer, 1.º Barão Churchill, marido de Frances FitzRoy, descendente do rei Carlos II de Inglaterra e da amante dele, Barbara Palmer, 1.ª Duquesa de Cleveland.

## Biografia
Em agosto de 1782, ela se casaria com George Leveson-Gower, 1.º Duque de Sutherland, porém, o noivado foi terminado. Carolina ficou noiva, então, de George Gorden, Lorde Strathavon, porém, o noivado também foi rompido.
Finalmente, aos 28 anos, Caroline se casou com Henry Agar-Ellis, 2.º Visconde Clifden de Gowran (que já tinha sido pretendente de Elizabeth, irmã de Caroline), de 31 anos, no dia 10 de março de 1792. Ele era filho de James Agar, 1.º Visconde Clifden e de Lucia Martin.
Em dezembro 1794, enquanto família real e a sociedade esperavam a vinda da futura rainha Carolina de Brunsvique, a viscondessa Clifden escreveu para a irmã, Charlotte, detalhando, animadamente, todos os preparativos para chegada da princesa.
O casal teve dois filhos, uma menina e um menino. Em 2 de fevereiro de 1802, Caroline também se tornou baronesa Mendip quando o marido sucedeu ao título. Em 4 de fevereiro de 1804, a viscondessa adquiriu o sobrenome Ellis.
O retrato da futura viscondessa com a irmã, Elizabeth, pintando em 1791 por George Romney, foi encomendado pelo pai delas. Nele as irmãs estão vestidas como musas da Música e Pintura, sendo que Caroline representa as artes visuais. O quadro ficou conhecido como "o Clifden Romney". Quando foi vendido em 1896, alcançou o maior valor já pago por uma pintura no Reino Unido. Mais tarde, passou para a posse no colecionador americano Henry E. Huntington, pelo qual ele pagou a quantia de $270.000. Em janeiro de 1912, Huntington emprestou a pintura ao Museu de Arte de Toledo, no estado de Ohio.
A viscondessa faleceu em 23 de novembro de 1813, aos 50 anos de idade, no Palácio de Blenheim. No dia 29, foi sepultada na cripta dos duques de Marlborough, ao lado da mãe, em Blenheim.

## Descendência
- Caroline Ann Agar-Robartes (Outubro de 1794[10]  – 1814), não se casou e nem teve filhos.
- George Agar-Ellis, 1.º Barão Dover (17 de janeiro de 1797  – 10 de julho de 1833), foi o Primeiro Comissário das Matas e Florestas de 1830 a 1831. Foi casado com Georgiana Howard, com quem teve quatro filhos.